# Robredo-Temiño
Robredo-Temiño es una localidad del municipio burgalés de Valle de las Navas, en la Comunidad Autónoma de Castilla y León (España). 
La iglesia está dedicada a La Natividad de Nuestra Señora.

## Localidades limítrofes
Confina con las siguientes localidades:
- Al norte con Tobes y Rahedo.
- Al este con Temiño.
- Al sur con Riocerezo.
- Al oeste con Rioseras.

## Demografía
| Gráfica de evolución demográfica de Robredo Temiño entre 1842 y 1970 |
| |
| Población de derecho según los censos de población del INE. Población de hecho según los censos de población del INE.Entre el censo de 1857 y el anterior, crece el término del municipio porque incorpora a Temiño. Entre el censo de 1981 y el anterior, este municipio desaparece porque se agrupa en el municipio Valle de las Navas. |

Evolución de la población
| Gráfica de evolución demográfica de Robredo-Temiño entre 2000 y 2017 |
|                                                                      |
| Población de derecho (2000-2017) según el padrón municipal del INE   |

## Historia
Así se describe a Robredo-Temiño en el tomo XIII del Diccionario geográfico-estadístico-histórico de España y sus posesiones de Ultramar, obra impulsada por Pascual Madoz a mediados del siglo XIX:

Lugar con ayuntamiento en la provincia, partido judicial, audiencia territorial, capitanía general y diócesis de Burgos (3 ½ leguas). Situado en llano, al pie de una colina, con buena ventilación y clima saludable; las enfermedades comunes son fiebres intermitentes y constipados. Tiene 40 casas; escuela de instrucción primaria; una iglesia parroquial (Santa María la Mayor) servida por un cura párroco. El término confina N Tobes y Temiño; E el último citado; S Rioseras, y O Rahedo; en él se encuentra una ermita de propiedad del pueblo, y vestigios de antigua población. El terreno participa de monte y llano; es de buena calidad; le fertiliza el Rioseras, sobre el cual hay dos puentes. Los caminos son locales. Producciones: cereales y legumbres; cría ganado lanar y vacuno; caza de perdices y codornices. Industria: un molino harinero. Población: 24 vecinos, 95 almas. Capital productivo: 718.800 reales. Imponible: 65.209. Contribución: 2.563 reales 21 maravedíes.
Diccionario geográfico-estadístico-histórico de España y sus posesiones de Ultramar